# Drešinja vas
Drešinja vas – wieś w Słowenii, w gminie Žalec. W 2018 roku liczyła 238 mieszkańców.